# Nara Dreamland
Pour les articles homonymes, voir Dreamland.
Nara Dreamland est un ancien parc d'attractions japonais, situé à Nara, dans la banlieue d'Osaka. Il a ouvert en 1961, a fermé ses portes en 2006 puis laissé à l'abandon avant d'être finalement démoli entre octobre 2016 et décembre 2017. Il était surtout connu pour être une « contrefaçon » de Disneyland, notamment avec une copie du fameux château de la Belle au bois dormant. 

## Historique
À la fin des années 1950, Kunizu Matsuo, un homme d'affaires japonais et président de la Matsuo Entertainment Company, visita les États-Unis. Dans le cadre de son voyage, il se rendit à Disneyland à Anaheim et fut très impressionné, l'inspirant pour amener Disneyland au Japon. Il rentra en contact avec Walt Disney, et travaillèrent ensemble pour ce futur parc. Matsuo parla également avec des ingénieurs pour créer la version japonaise de Disneyland. Cependant, vers la fin de la phase de construction, Matsuo et Disney eurent des désaccords sur les droits de licences des personnages célèbres de Disney. Ainsi, la M.E.C abandonna l'idée de Nara Disneyland et créa ses propres mascottes et marques de commerce. 

### Commencement
Le 1er juillet 1961, Nara Dreamland ouvre au public. L'entrée du parc a été conçue pour ressembler à Disneyland. Le parc inclut : la Gare Ferroviaire, la Rue Principale et le Château de la Belle au Bois Dormant. Il y avait également une montagne de type Matterhorn, avec le skyway la traversant, ainsi qu'une attraction type Autopia et un monorail. Le parc avait aussi ses propres mascottes, Ran-chan et Dori-chan, deux enfants habillés en gardes de peau d'ours.
Il s'agissait d'une réplique presque exacte de Disneyland, les visiteurs aimaient y aller car c'était la chose la plus proche qu'ils pouvaient obtenir sans voyager aux États-Unis. À son apogée, le parc avait 1,7 million de visiteurs par an.

### Déclin
En 1979, The Oriental Land Company prit contact avec Disney Co. pour créer un Disneyland à Tokyo. Le 15 avril 1983, Tokyo Disneyland ouvre. Depuis lors, le nombre de visiteurs commence lentement à diminuer, car la plupart des visiteurs étaient plus intéressés par le Disneyland original. Cela marqua le début de la chute pour Nara Dreamland, si bien que le nombre de visiteurs est tombé à environ 1 million de visiteurs par an. Nara Dreamland (ainsi que la Matsuo Entertainment Company), a été acheté par la chaîne de supermarchés Daiei en 1993.
En 2001, Universal Studios Japan et Tokyo DisneySea ouvraient à environ 40 kilomètres. Depuis, la fréquentation de Dreamland a chuté à 400 000 visiteurs par an. En 2004, le parc commence à décliner en qualité : Certains magasins ferment et certaines attractions commencent à rouiller. 
Le 31 août 2006, le parc ferme pour de bon. Depuis lors, il a été abandonné.

### Vente et démolition
Le gouvernement de la ville de Nara gagna la propriété du parc après que le propriétaire du parc n'eut plus payé ses impôts fonciers,. En 2013, la ville mit le site aux enchères, mais celle-ci ne reçut aucune offre. En 2015, la ville mit une deuxième fois la propriété aux enchères, et cette fois, une société immobilière situé à Osaka, SK Housing, acheta le terrain avec une offre de 730 millions de yen,.
En octobre 2016, un journal japonais a rapporté que SK Housing avait commencé le processus de démolition. Le 14 octobre 2016, un explorateur urbain a visité Nara Dreamland et a rapporté avoir vu des véhicules de démolition démolir la rue principale,. Il a été, plus tard, confirmé en ligne par les visiteurs réguliers que le processus de démolition était officiellement en cours le 10 octobre 2016 et qu'il devait prendre 14 mois.

## Popularité auprès des explorateurs urbains
Nara Dreamland fut jusqu'à sa démolition une destination populaire pour les explorateurs urbains, le parc ayant été relativement peu vandalisé dans la période entre son abandon et sa destruction.
En outre, beaucoup ont signalé avoir entendu des bruits étranges près des bateaux du parc. Certains spéculent qu'ils sont peut être causés par une pompe à eau courante ou un type de grenouille taureau.

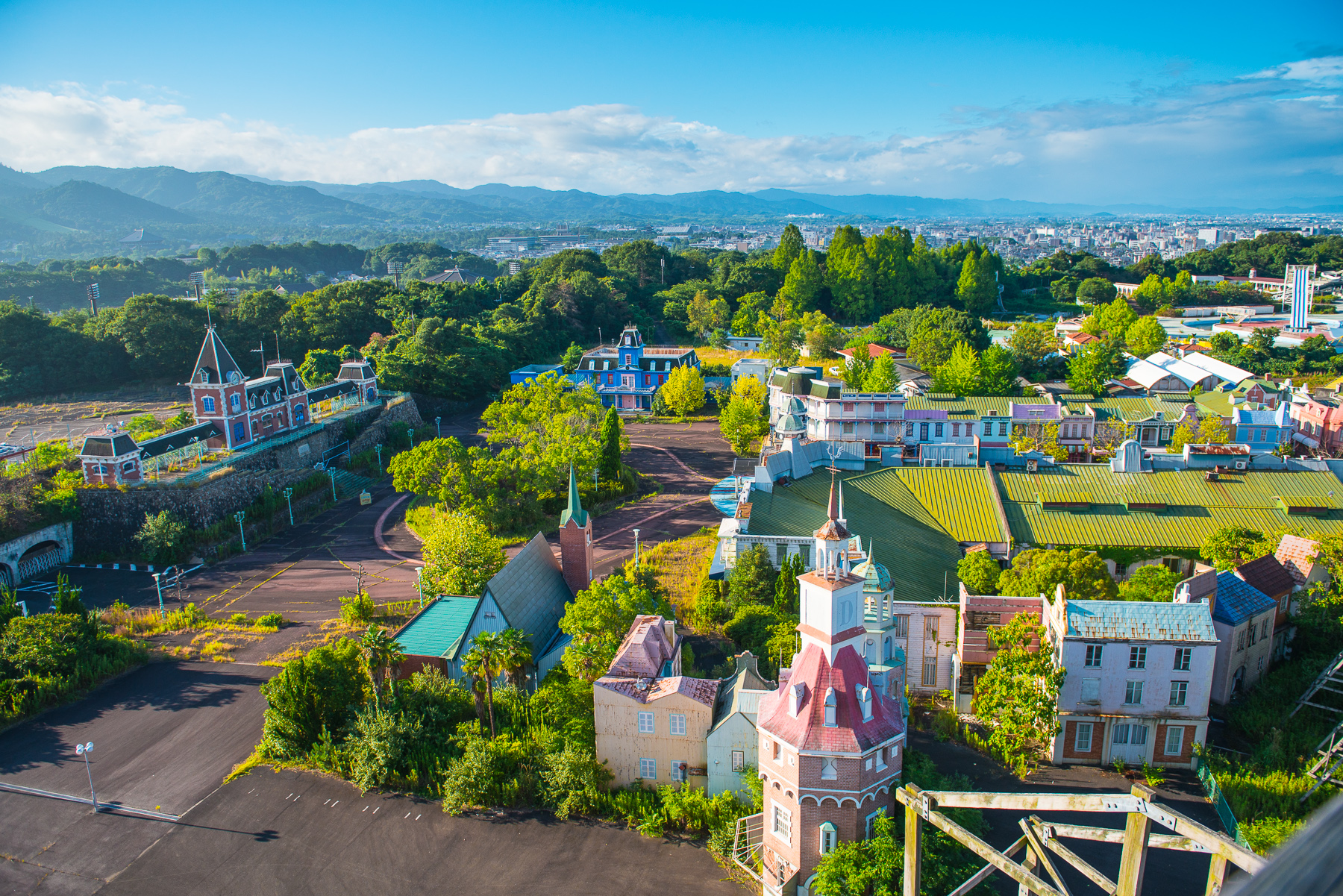
Le parc, avec la ville de Nara au second plan (2010)
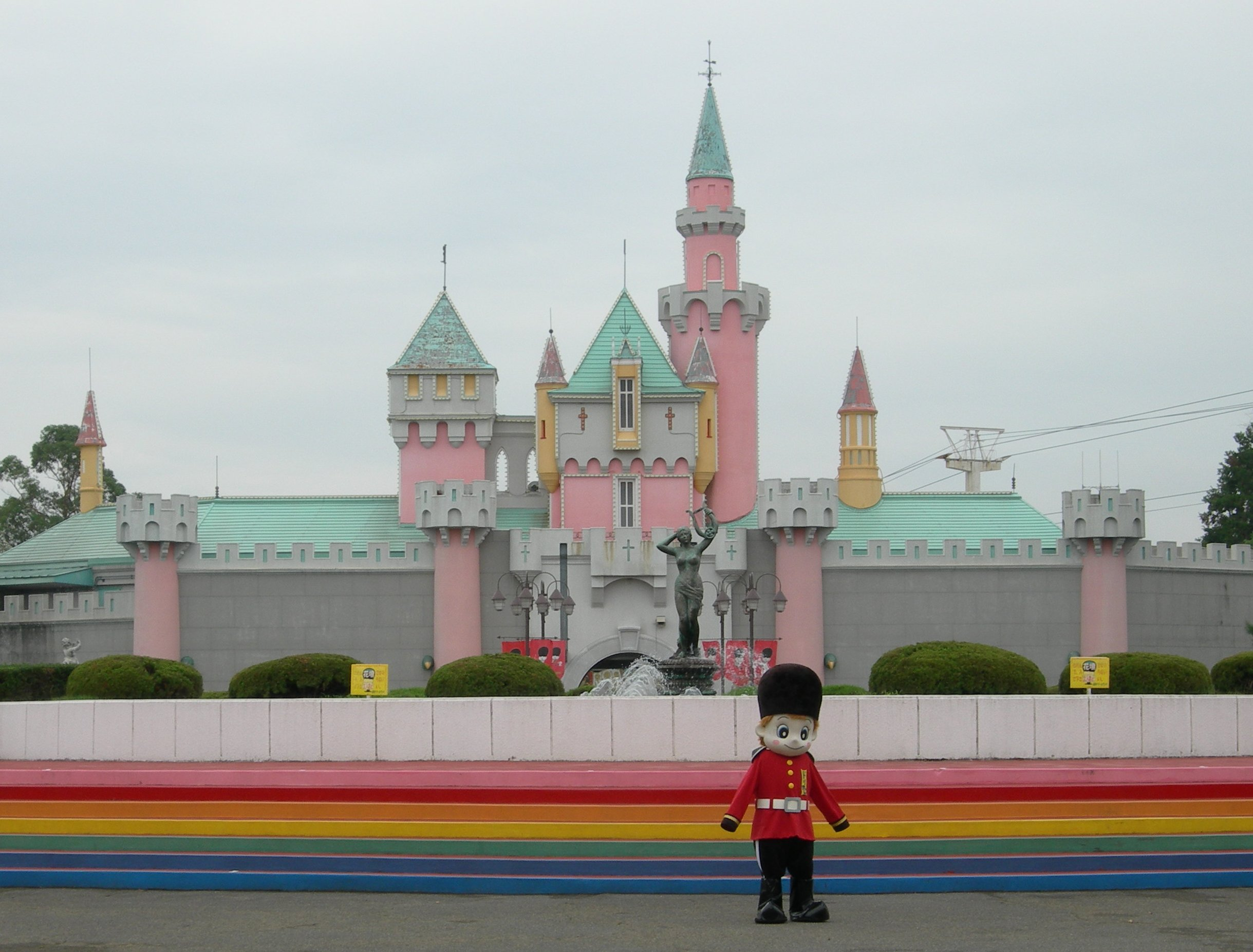
Château de Nara Dreamland avec la mascotte masculine du parc (2005)
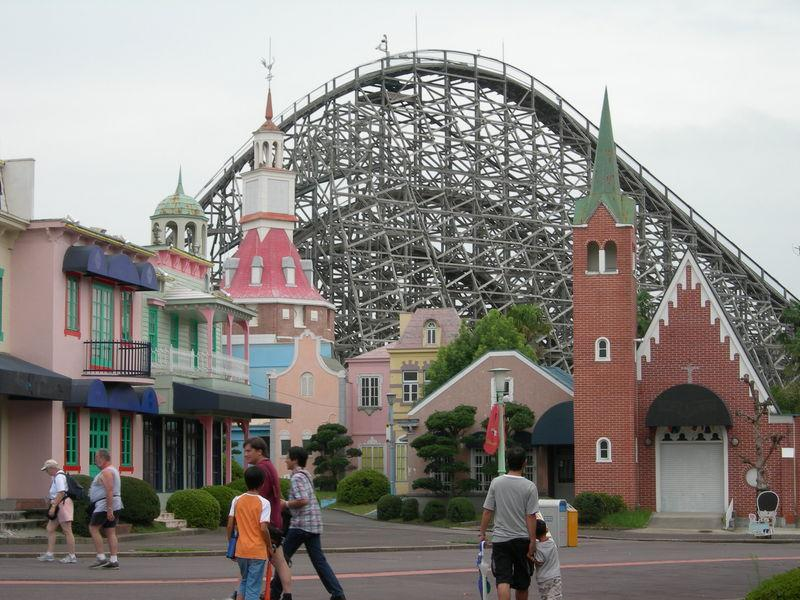
L'attraction Aska
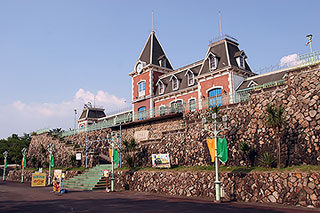
La gare de Nara Dreamland

## Zones thématiques
Le parc comprenait cinq zones thématiques bien distinctes, basées sur celles des parcs Disney.
- Main Street : même concept que chez Disneyland avec des restaurants et boutiques ;
- Fantasyland qui regroupait des attractions familiales comme les tasses, le carrousel, une « maison » hantée, des bateaux volants et une balade romantique ;
- TomorrowLand, avec des bornes d'arcades et des manèges de foires ;
- AdventureLand qui comprend Jungle Cruise ;
- Aqualand (anciennement Ancestorland, dont le thème était le Japon antique), un parc aquatique avec quelques toboggans et une piscine à vague.

## Attractions principales abandonnées
- The Screw Coaster, ouverte le 1er juillet 1978 jusqu'à la fermeture du parc : six voitures par train, attraction en acier ;
- Kid's Coaster, ouverture inconnue, fermée le 31 août 2006 : attraction en acier ;
- Fantasy Coaster, ouverte de 1992 jusqu'au 31 août 2006 : attraction en acier ;
- Bobsleigh, ouverte de 1961 jusqu'au 31 août 2006 : deux wagons par train, attraction en acier ;
- Aska, ouverte de 1998 jusqu'au 31 août 2006 : sept wagons par train, attraction en bois.

## Changements du parc
Avant que le parc ne ferme, plusieurs changements touchèrent les zones du parc :
- Ancestorland, qui a vu sa thématique changée en zone aquatique ;
- Tomorrowland, dont le bateau et l’amphithéâtre furent remplacés pour faire place à l'attraction en bois Aska. La fusée disparut pendant le changement du land ;
- Adventureland, avec l'attraction The Screw Coaster qui fut ajoutée.